# Karl Spiewok
Eduard Karl Spiewok  (13 décembre 1892- 12 mai 1951) est un homme politique allemand du Troisième Reich. Il fut député du Parti national-socialiste des travailleurs allemands, au Reichstag, de 1933 à 1939.

## Biographie
Eduard Karl Spiewok naît le 13 décembre 1892, à Metz, une ville de garnison animée d'Alsace-Lorraine. Avec sa ceinture fortifiée, Metz est alors la première place forte du Reich allemand. Après des études secondaires à l'Oberrealschule de Metz, Spiewok termine son apprentissage dans le domaine commercial chez AEG. De 1909 à 1912, il travaille à l’agence AEG de Metz, puis part pour l’étranger. De 1914 à 1918, Spiewok participe à la Première Guerre mondiale. Il sert comme officier mécanicien sur le front occidental. 
De 1918 à 1933, Eduard Spiewok travaille de nouveau pour AEG, mais en Allemagne, où il termine chef d’agence à Berlin. En 1933, Spiewok devient membre de la Diète prussienne, organe législatif du land de Berlin. De novembre 1933 à avril 1938, il est membre du Reichstag, représentant de la 3e circonscription de Berlin. Il est également conseiller au Conseil municipal de Berlin. Il dirige ensuite, jusqu'en 1945, le Département économique de la ville de Berlin. 
À partir d’octobre 1933, Eduard Spiewok est par ailleurs "Gauamtsleiter" de l'Office de la protection sociale dans le district de Berlin, mais surtout "Reichsredner", autrement dit porteparole national du NSDAP, avec un grade d’officier "SS-Führer". À partir de 1943, Spiewok prend une part active à la Seconde Guerre mondiale. En 1945, il part en captivité dans un camp tenu par les autorités françaises. 
Libéré en 1946, Eduard Spiewok décèdera le 12 mai 1951, à Berlin.

## Sources
- Joachim Lilla, Martin Döring : Statisten in Uniform. Die Mitglieder des Reichstags 1933-1945, Droste, Düsseldorf, 2004.
- Erich Stockhorst: '5000 Köpfe – Wer war was im Dritten Reich, Kiel, 2000.